# كريس ديفيدسون
كريس ديفيدسون (بالإنجليزية: Chris Davidson)‏ هو مجدف كندي، ولد في 24 أكتوبر 1971 في تورونتو في كندا.

## وصلات خارجية
- كريس ديفيدسون على موقع الاتحاد الدولي للتجديف (الإنجليزية)
- كريس ديفيدسون على موقع اللجنة الأولمبية الدولية (الإنجليزية)
- كريس ديفيدسون على موقع أوليمبيديا (الإنجليزية)